# Торбас
Торбас (Тарбас) — река в России, протекает в Кемеровской области. Устье реки находится в 13 км по правому берегу реки Назас. Длина реки составляет 14 км. 

## Данные водного реестра
По данным государственного водного реестра России относится к Верхнеобскому бассейновому округу, водохозяйственный участок реки — Томь от истока до города Новокузнецк, без реки Кондома, речной подбассейн реки — Томь. Речной бассейн реки — (Верхняя) Обь до впадения Иртыша.